# Graptemys ernsti
Espèce
Statut de conservation UICN

 NT  : Quasi menacé
Statut CITES
Graptemys ernsti est une espèce de tortues de la famille des Emydidae.

## Répartition
Cette espèce est endémique des États-Unis. Elle se rencontre dans le bassin de la Conecuh River en Floride et en Alabama.

## Alimentation
Les mâles et les juvéniles se nourrissent principalement d'insectes. Les femelles adultes se nourrissent exclusivement de gastéropodes et de bivalves.

## Étymologie
Cette espèce est nommée en l'honneur de l'herpétologiste américain Carl Henry Ernst.

## Publication originale
- Lovich & McCoy, 1992 : Review of the Graptemys pulchra group (Reptilia: Testudines: Emydidae), with descriptions of two new species. Annals of the Carnegie Museum, vol. 61, no 4, p. 293-315 (texte intégral).